# مارغاريتا لوبيز
مارجريتا لوبيز (بالإنجليزية: Margarita López)‏ هي عضوة سابقة في مجلس مدينة نيويورك والدائرة الثانية (وتضم: الجانب الشرقي ومدينة الأبجدية والقرية الشرقية) لمجلس مدينة نيويورك في الفترة من 1998 إلى 2005. انتُخبت لوبيز في المجلس في عام 1997. ولدت في بورتوريكو ، وانتقلت إلى مدينة نيويورك في عام 1978. خلال سنوات خدمتها السياسية، أكدت بشكل خاص على زيادة خدمات المدينة، وتجديد مكتبات الأحياء، وتأييد حقوق المثليين والمثليات ومزدوجي الميول الجنسية والمتحولين جنسياً.
في عام 2005 ، عملت لوبيز كرئيسة لمانهاتن بورو. ونظراً لسلسلة من المقالات المنشورة في صحيفة نيويورك بوست ، تعرضت لانتقادات بسبب اتصالاتها بكنيسة السيانتولوجيا المثيرة للجدل. وذلك بسبب الصحافة التي اختلقت هذه القصص حول المثلية الجنسية، فخسرت لوبيز الانتخابات التمهيدية الديمقراطية في نوفمبر من ذلك العام. بينما فاز المرشح الديمقراطي سكوت سترينغر في الانتخابات التمهيدية وبعدها فاز في الانتخابات العامة.
في عام 2006 ، عين العمدة مايكل بلومبيرغ لوبيز إلى مقعد في مجلس سلطة الإسكان في مدينة نيويورك. وقد كان يؤيد لوبيز بعد أن كان من أكبر منتقديها.

## وصلات خارجية
- (بالإنجليزية) Interview with New York Latino Journal
- (بالإنجليزية) Campaign endorsement from Stonewall Democrats

| المناصب السياسية   | المناصب السياسية                               | المناصب السياسية |
| ------------------ | ---------------------------------------------- | ---------------- |
| سبقه أنطونيو باجان | مجلس مدينة نيويورك ، المنطقة الثانية 1998–2005 | تبعه روزي منديز  |